# Zhang Jiaqi
Zhang Jiaqi (en chino: 张家齐; Pekín, 28 de mayo de 2004) es una deportista china que compite en saltos de plataforma.
Participó en los Juegos Olímpicos de Tokio 2020, obteniendo una medalla de oro en la prueba de plataforma sincronizada (junto con Chen Yuxi).
Ganó tres medallas de oro en el Campeonato Mundial de Natación entre los años 2019 y 2024. En los Juegos Asiáticos de 2018 consiguió dos medallas.

## Palmarés internacional
| Juegos Olímpicos   | Juegos Olímpicos        | Juegos Olímpicos | Juegos Olímpicos             |
| Año                | Lugar                   | Medalla          | Prueba                       |
| ------------------ | ----------------------- | ---------------- | ---------------------------- |
| 2020               | Tokio (Japón)           | Medalla de oro   | Plataforma 10 m sincro       |
| Campeonato Mundial |                         |                  |                              |
| Año                | Lugar                   | Medalla          | Prueba                       |
| 2019               | Gwangju (Corea del Sur) | Medalla de oro   | Plataforma 10 m sincro       |
| 2023               | Fukuoka (Japón)         | Medalla de oro   | Plataforma 10 m sincro mixto |
| 2024               | Doha (Catar)            | Medalla de oro   | Plataforma 10 m sincro mixto |
| Juegos Asiáticos   |                         |                  |                              |
| Año                | Lugar                   | Medalla          | Prueba                       |
| 2018               | Yakarta (Indonesia)     | Medalla de oro   | Plataforma 10 m sincro       |
| 2018               | Yakarta (Indonesia)     | Medalla de plata | Plataforma 10 m              |